# Пахомов, Даниил Павлович
Даниил Павлович Пахомов (род. 5 августа 1998, Архангельск) — российский пловец, Рекордсмен мира в комбинированной смешанной эстафете 4х100 метров (Казань 2015), чемпион мира в комбинированной эстафете 4×50 метров (Виндзор 2016 (25 м)), призер чемпионата мира в эстафете 4х100 комбинированная (Будапешт 2017), участник Олимпийских игр 2016 года, двенадцатикратный чемпион России (2015, 2016, 2017, 2018), многократный победитель кубка России (2015, 2016, 2017, 2018, 2019, 2020, 2021), многократный рекордсмен мира среди юниоров (2015, 2016), трёхкратный победитель первенства мира среди юниоров (Сингапур 2015), четырехкратный победитель I Европейских игр 2015 в Баку, трёхкратный чемпион мира CISM (2017, 2018) и двухкратный чемпион и рекордсмен Всемирных военных игр (Ухань 2019), заслуженный мастер спорта России.
В 2020 году Российский студенческий спортивный союз наградил Даниила Пахомова званием «Спортсмен года» в номинации «Лучший спортсмен в летних видах спорта».

## Биография
Заниматься плаванием начал в 2004 году в Архангельске под руководством Екатерины Александровны Котловой. После переезда в Санкт-Петербург тренировался у Владимира Тарасова.
По итогам чемпионата России в апреле 2015 года вошёл в состав сборной России для участия в первых Европейских играх в Баку и в чемпионате мира по водным видам спорта (Казань, 2015).
На соревнованиях в Баку выступил в трёх индивидуальных и двух эстафетных дисциплинах. По итогам Игр стал обладателем пяти медалей, четырёх золотых. Единственную бронзу Пахомов завоевал по итогам 50-метровки баттерфляем. Через месяц дебютировал на чемпионате мира по водным видам спорта 2015 года в Казани, где выступил в двух эстафетных дисциплинах. В мужской комбинированной эстафете сборная России пробилась в финал, где заняла 5-е место. В смешанной комбинированной эстафете россияне также пришли к финишу пятыми, а Пахомов стал единственным пловцом в национальной сборной, который участвовал и в предварительном заплыве, и в финальном. В предварительном заплыве смешанной комбинированной эстафеты 4×100 команда России установила мировой рекорд, который продержался буквально 5 минут. Вместе с ним в заплыве принимали участие Дарья К. Устинова (на спине), Кирилл Пригода (брасс) и Вероника Попова (Андрусенко) (вольный стиль).
Спустя еще месяц Пахомов стал одним из главных героев первенстве мира по плаванию среди юниоров, прошедшем в конце августа 2015 года в Сингапуре. По итогам мирового первенства завоевал три золотые, одну серебряную и одну бронзовую медали, причём на 100-метровке баттерфляем Даниил Пахомов, помимо золотой медали, дважды стал обладателем рекорда юношеских чемпионатов мира. В предварительном заплыве он показал результат 52.40, а в финальном обновил свой же юношеский рекорд мира с результатом 52.28.
Вместе с партнёрами по команде Ириной Приходько, Антоном Чупковым и Ариной Опёнышевой выиграл золото в смешанной комбинированной эстафете 4×100 м с результатом 3:45,85, установив новый юношеский рекорд мира. В комбинированной эстафете 4×100 м четверка российских пловцов в лице Романа Ларина, Антона Чупкова, Даниила Пахомова и Владислава Козлова установила новый юношеский мировой рекорд c результатом 3:36.44.
В апреле 2016 года Пахомов с результатом 1:56,90 с занял первое место на чемпионате России на дистанции 200 метров баттерфляем. Этот результат позволил ему выполнить олимпийский квалификационный норматив «A», однако он оказался медленнее, чем норматив ВФП, что исключало Пахомова из числа претендентов на участие в летних Олимпийских играх в Рио-де-Жанейро. 24 апреля главный тренер национальной сборной объявил решение включить в состав на Игры 2016 года 4-х перспективных спортсменов, в числе которых оказался и Даниил Пахомов. На самих Олимпийских играх Пахомов выступил неудачно, заняв по результатам предварительных заплывов лишь 24 место на своей коронной дистанции 200 м баттерфляем.

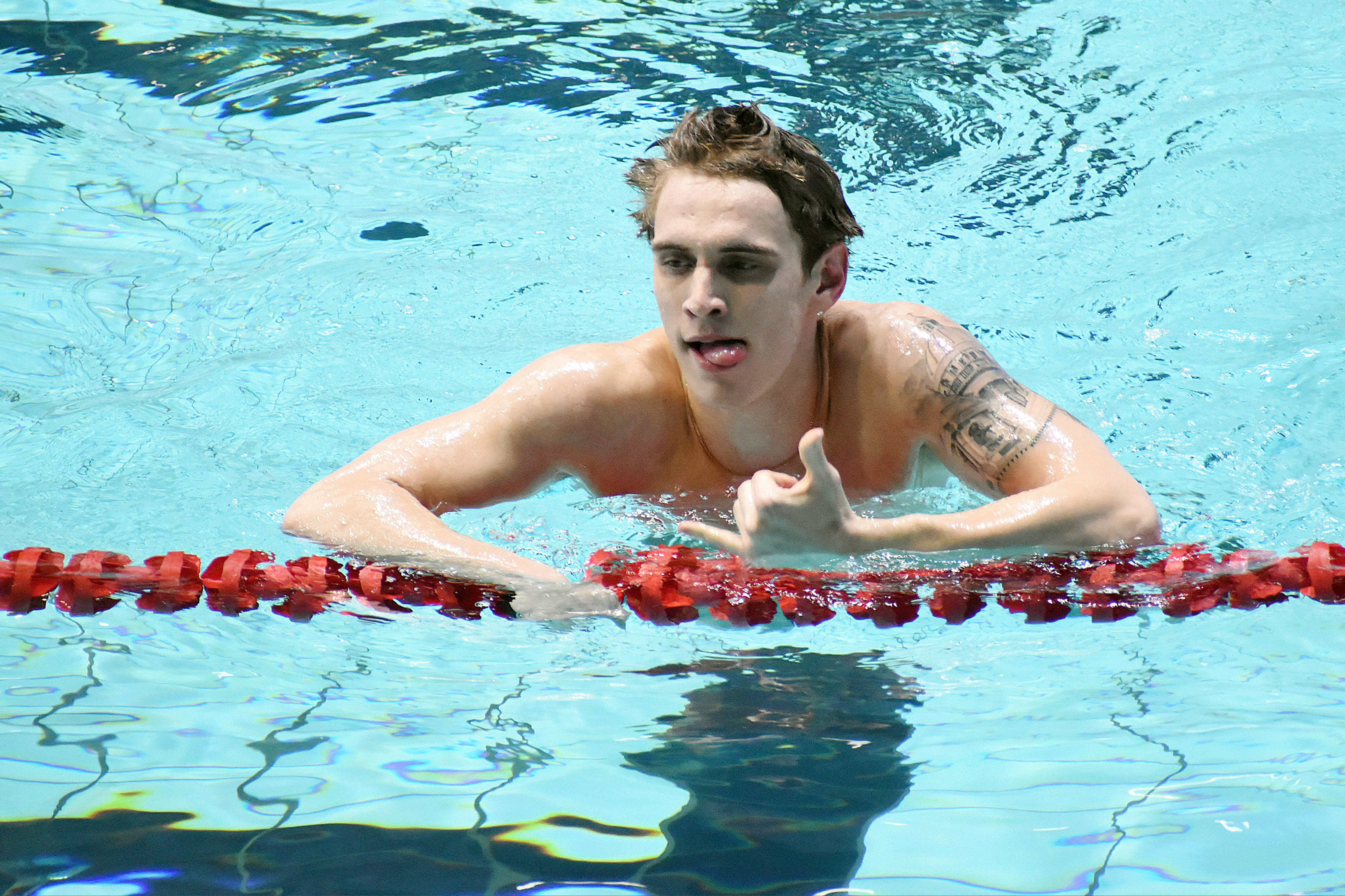
Даниил после заплыва на ЧР по плаванию в Москве, бассейн Олимпийский, 2019 год

В ноябре 2016 года Пахомов квалифицировался на Чемпионат мира по короткой воде (25 метров) в канадский Уинсор. Там он занял первое место в комбинированной эстафете 4х50, а также успешно выступил на 100 к/пл (12 место), 100 баттерфляй (12 место), 50 баттерфляй (15 место), показав на тот момент свои лучшие результаты.
В 2017 году на чемпионате России Пахомов прошел отбор на чемпионат мира в Будапеште на дистанции 200 м баттерфляем. За 3 месяца до чемпионата мира у него был диагностирован полный разрыв задней крестообразной связки на левом колене, тем не менее он всё равно продолжил готовиться к чемпионату. По итогам июльского Кубка России, где Даниил завоевал две золотые награды — на 100 и 200 м баттерфляй, был также добавлен в заявку на 100 м баттерфляем и в мужскую комбинированную эстафету 4х100 м. В итоге в июле 2017 года Пахомов в составе мужской комбинированной эстафеты завоевал бронзу на чемпионате мира.
В октябре 2017 года Пахомов поступил на срочную службу в ряды спорт роты ЦСКА в Санкт-Петербурге, что предоставило ему право участвовать в чемпионате мира среди военных (CISM) в Рио-Де-Жанейро, где он завоевал 3 серебряных медали.
Со слов самого Даниила в 2018 году на сборе в Цахкадзоре (Армения) у него началась гнойная ангина, потребовавшая серьёзного лечения и долгого восстановления. После этого он принял участие в апрельском чемпионате России, на котором отобраться в команду не смог.
Зимний сезон 2019 года начался у Пахомова с серебра на кубке мира в Будапеште (Венгрия), затем он выступал на VII всемирных военных играх в Ухани (Китай), где завоевал золото и две бронзы в личных дисциплинах. Мужская комбинированная эстафетная команда в составе Романа Ларина, Антона Чупкова, Даниила Пахомова и Владислава Гринева установила новый мировой рекорд среди военнослужащих.
После этого в ноябре 2019 года Даниил Пахомов на этапе Кубка мира в Казани выиграл первое для себя золото Кубка на дистанции 200 баттерфляем с результатом 1:57.85.

## Образование
С сентября 2016 по 2020 год Пахомов обучался на кафедре физической культуры в РГПУ им. Герцена.
В 2022 году окончил магистратуру в ПГУФКСИТ по специальности подготовка квалифицированных спортсменов в плавании.
В 2023 году окончил Российский международный олимпийский университет по специальности «Мастер спортивного администрирования»

## Личные рекорды
Актуальная информация
По состоянию на июль 2017 года
| Длинная вода      | Длинная вода | Длинная вода | Длинная вода     |
| Дистанция         | Время        | Дата         | Место проведения |
| ----------------- | ------------ | ------------ | ---------------- |
| 50 м баттерфляем  | 23,79        | 10.04.2017   | Москва           |
| 100 м баттерфляем | 52,08        | 02.07.2017   | Москва           |
| 200 м баттерфляем | 1:55,84      | 25.07.2017   | Будапешт         |

| Короткая вода     | Короткая вода | Короткая вода | Короткая вода    |
| Дистанция         | Время         | Дата          | Место проведения |
| ----------------- | ------------- | ------------- | ---------------- |
| 50 м баттерфляем  | 22,93         | 08.11.2016    | Казань           |
| 100 м баттерфляем | 50,82         | 17.12.2016    | Санкт-Петербург  |
| 200 м баттерфляем | 1:53,10       | 12.11.2015    | Казань           |